# The Desert Storm Mixtape: Blok Party Vol. 1
The Desert Storm Mixtape: Blok Party Vol. 1 – wydany 11 lutego 2003 roku mixtape DJ Envy. Wystąpili na nim między innymi DMX, G-Unit i Styles P.

## Lista utworów
1. "Clue (Intro)" – 0:19
2. "H.O.V.A." (ft. Jay-Z) – 2:52
3. "What, Why, Where, When" (ft. Styles P) – 3:15
4. "Why Wouldn't I" (ft. Fabolous & Paul Cain) – 4:38
5. "D Block" (ft. The Lox & J-Hood) – 3:20
6. "What Goes Around" (ft. G-Unit starring Lloyd Bank$) – 4:01
7. "Jamie Fox Interlude" – 0:34
8. "So Vicious" (ft. Redman) – 3:06
9. "Ill" (ft. Foxy Brown, Loon, Coke & XO) – 3:54
10. "Throw Your Shit Up" (ft. Busta Rhymes & Rah Digga) – 4:08
11. "The Birdman" – 0:31
12. "Big Things" (ft. Baby, Mikey & Stone) – 4:02
13. "Yes Sir" (ft. Petey Pablo, Juvenile & Coke) – 3:13
14. "Jungle Gym" (ft. Murphy Lee) – 3:23
15. "Focus" (ft. Joe Budden) – 3:42
16. "Deeper" (ft. DMX) – 3:21
17. "We Fly" (ft. Ja Rule, Lil' Mo & Vita) – 4:18
18. "Can I Talk To You" (ft. 3LW) – 5:07
19. "Grand Theft Audio" (ft. Fabolous, Paul Cain, & Joe Budden) – 1:07
20. "Stephon Marbury Drop" – 0:44
21. "Brooklyn" (ft. Memphis Bleek & Geda K) – 3:43